# كولن الكسندر
كولن الكسندر (بالإنجليزية: Colin Alexander)‏ (14 سبتمبر 1907 في أستراليا - 8 فبراير 1993 بملبورن في أستراليا) هو لاعب كريكت أسترالي. لعب مع فريق جنوب أستراليا للكريكت ‏.

## وصلات خارجية
- كولن الكسندر على موقع إي آس بي آن كريك إنفو (الإنجليزية)